# Polycystiskt ovariesyndrom
Polycystiskt ovariesyndrom, PCOS, tidigare kallat Stein-Leventhals syndrom, är en hormonell rubbning som kan förekomma hos kvinnor. Upp till 20 procent av alla kvinnor i fertil ålder beräknas ha PCOS. PCOS är ett metabolt syndrom som innefattar androgenöverskott.
PCOS ska inte förväxlas med PCO; detta står för "polycystiska ovarier" och betyder egentligen 'äggstockar med många cystor'. Det rör sig då om follikulära ovarialcystor. Emellertid räcker inte förekomst av PCO för att ställa diagnosen, som förutom cystorna innefattar bland annat sklerotiska äggstockar, utebliven ägglossning, hyperandrogenism och andra menstruationsstörningar.

## Diagnos
Enligt de så kallade Rotterdam-kriterierna uppfyller kvinnor med minst 2 av följande 3 fynd kriterierna för PCOS:
1. Äggstockar av PCO-typ, vilket innebär att äggstockarna har flera cystor, att de är sklerotiska samt förstorade.[7]
2. Kronisk anovulation (uteblivna ägglossningar, uttryckt som oregelbundna eller uteblivna menstruationer)
3. Hyperandrogenism (förhöjda blodvärden av manliga könshormoner eller ökad hårväxt i ansiktet)

## Utredning
Hyperandrogenism fastställs med blodprov. Kvinnor med PCOS har ofta en ökad produktion av de manliga könshormonen testosteron och androstenedion. Vidare testas TSH (tyreoideastimulerande hormon), T4 (tyroxin) och T3 (trijodtyronin), eftersom giftstruma och hypotyreos kan ge symptom på PCOS. Prolaktinet, kolesterolet, insulinet och blodsockret kan vara förhöjt, och ofta finns höga värden av luteiniserande hormon (LH) i kombination med normala värden av follikelstimulerande hormon. 
En av de viktigaste undersökningarna är sonografi (med ultraljud), som utreder förekomst av cystor och PCO-äggstockar. Undersökningen ska visa att äggstockarna har minst tio cystor, 2–8 mm i diameter, och belägna runt äggstockens stroma.

## Symptom
- Menstruationsstörningar: oregelbunden, ibland riklig och långvarig mens. Hos några kvinnor utebliver menstruation helt.
- Infertilitet till följd av utebliven ägglossning
- Hyperandrogenism - Ökad behåring av manlig typ, det vill säga i ansiktet, på bröstet och i medellinjen på buken (så kallad hirsutism), ökad tendens till akne i vuxen ålder eller håravfall av manlig typ.[8]
- På längre sikt ökad risk för hjärt- och kärlsjukdomar samt typ 2-diabetes
- Övervikt med framför allt bukfetma bland cirka 50 procent av kvinnorna

## Behandling
Behandlingen är symptomatisk. Hos kvinnor utan barnönskemål kan menstruationsstörningarna behandlas med p-piller eller med gulkroppshormon. Övervikt behandlas som all annan övervikt, med livsstilsändring och motionsidrott. En del menar att en uttalad kolhydratfattig och ketogen diet förbättrar symptomen på PCO, och det finns mindre studier på detta som visat lovande resultat. Efter viktnedgång kan menstruationscykeln normaliseras bland överviktiga kvinnor med PCOS. Sannolikt minskar även riskerna (se ovanför) med PCOS genom viktnedgång.

### Infertilitet
För kvinnor med PCOS som vill bli gravida kan olika metoder användas. Livsstilsförändring anses vara den första behandlingen för hantering av infertila anovulatoriska kvinnor med PCOS och viktminskning för de som är överviktiga eller feta. Ofta kan ägglossning stimuleras med läkemedel i tablettform. Det som används idag är Letrozol som är aromatashämmare som hämmar produktionen av östrogen i äggstockarna. Det leder till ökad frisättning av follikelstimulerande hormon, FSH, från hypofysen. FSH stimulerar i sin tur utmognaden av äggblåsor i äggstockarna, vilket kan medföra ägglossning. Under behandlingen rekommenderas ultraljudsundersökning för att bedöma hur äggstockarna reagerar på stimuleringen och behandlingen avbryts om flera folliklar utvecklas på grund av risk för flerbörd. Tidigare fanns även tabletter Pergotime (clomifencitrat) men de är avregistrerade i Sverige. I flera studier har man kombinerat Pergotime med diabetesläkemedlet metformin för att öka chansen till ägglossning, men nyare undersökningar har visat att metformin inte har någon plats i behandling av ägglossningsstörningar. Om behandling med Letrozol inte åstadkommer ägglossning, övergår man till att stimulera med FSH-injektioner.

### Insulinresistens
Många med PCOS har nedsatt insulinkänslighet och därmed ökad risk att utveckla typ 2-diabetes. Metformin ökar insulinkänsligheten vilket i sin tur kan medföra minskad produktion av manliga hormon samt minska risken att utveckla typ 2-diabetes. Metformin hävdas minska sötsuget. Med metformin kan en viss viktminskning ske, men läkemedlet är inget bantningsmedel.

### Hirsutism
Om personen i fråga känner ett behov av det, minskas hårväxt med antiandrogener (spironolakton, cyproteronacetat, flutamid), eventuellt med tillägg av p-piller. Effekten av antiandrogenerna sker på hudnivå, medan p-piller minskar androgenproduktionen i äggstockarna samt medför ökad produktion av könshormonbindande globulin (SHBG). Detta glykoprotein binder och inaktiverar androgenerna. Läkemedlens effekt syns knappast förrän efter minst 6 månaders behandling. Snabbare effekt kan uppnås genom samtidig laserbehandling av ansiktshår och vaxning av kroppshår. Det kan ibland gå att, efter remiss till hudkliniken, få ekonomiskt bidrag till laserbehandling från den region (gäller dock endast enstaka regioner och långt ifrån alla) där man bor om hårväxten är förorsakad av ökad produktion av manliga hormon.

## Orsaker
Orsaken till PCOS är inte identifierad än. Det finns en ärftlig komponent, och ett samband med höga nivåer insulin. Möjligen har låggradig inflammation en roll i sjukdomsutvecklingen.
Zink spelar roll för produktionen av testosteron. Det finns några fåtaliga och tidiga belägg för att PCOS hänger samman med låga nivåer zink.